# Permitivitat
En electromagnetisme, la permitivitat (ε) d'un medi és la proporció D / E, on D és el desplaçament elèctric en coulombs per metre quadrat (C/m²) i E és la força del camp elèctric en volts per metre (V/m). En el cas comú d'un medi isòtrop, D i E són paral·lels i ε és un escalar, però en un medi anisòtrop, més general, aquest no és el cas i ε és un tensor de rang 2 (causa de birefringència). La permitivitat ve determinada per la tendència d'un material a polaritzar-se per aplicació d'un camp elèctric, anul·lant d'aquesta manera parcialment el camp intern del material. La permitivitat està relacionada amb la susceptibilitat elèctrica, en aquest sentit, a un condensador una alta permitivitat fa que es pugui emmagatzemar la mateixa càrrega elèctrica amb un camp elèctric menor, la qual cosa porta a una major capacitància del condensador.
La permitivitat es mesura en farads per metre (F/m). També pot ser definida com una magnitud adimensional permitivitat relativa, o constant dielèctrica, normalitzada segons la permitivitat del buit ε0 = 8,85419 10-12F/m.
On s'aplica un camp elèctric corre un corrent elèctric. El corrent total que corre per un medi real està compost de dues parts: un corrent de conducció, i un de desplaçament. El corrent de desplaçament pot ser vist com una resposta elàstica que té el material pel camp elèctric aplicat. A mesura que augmenta el camp elèctric, el corrent de desplaçament s'emmagatzema en el material, i quan el camp elèctric disminueix el material allibera el corrent de desplaçament. Un dielèctric perfecte és un material que mostra només un corrent de desplaçament, que emmagatzema i retorna energia elèctrica con si fos una 'bateria' ideal.
La permitivitat ε i la permeabilitat magnètica μ d'un medi determinen, totes dues juntes, la velocitat de la radiació electromagnètica dins aquest medi.
{\displaystyle \varepsilon \mu ={\frac {1}{v^{2}}}}
In vacuo, això ve donat per
{\displaystyle \varepsilon _{0}\mu _{0}={\frac {1}{c^{2}}}}
on μ0 és la constant magnètica, o permeabilitat de l'espai buit, igual a 4π × 10-7 N·A-2, i c és la velocitat de la llum: 299.792.458 m/s.
En alguns medis, per exemple si els corrents de conducció no són menyspreables, la densitat total del corrent és:
{\displaystyle J_{tot}=J_{c}+J_{d}=\sigma E+j\;\omega \varepsilon _{0}\varepsilon _{d}E=j\;\omega \varepsilon _{0}\varepsilon ^{*}E}
on {\displaystyle j={\sqrt {-1}}}, σ és la conductivitat (responsable del corrent de conducció) del medi, i εd és la permitivitat relativa (responsable del corrent de desplaçament).
Dins d'aquest formalisme la permitivitat complexa ε* es defineix com:
{\displaystyle \varepsilon ^{*}=\varepsilon _{d}-j{\frac {\sigma }{\varepsilon _{0}\omega }}}
Per els materials reals, tant la part real, com la imaginària de la permitivitat, són funcions més complicades de freqüència ω per tant això porta a la dispersió òptica dels senyals que contenen freqüències múltiples, aquest materials són anomenats dispersius. Aquesta dependència de la freqüència reflecteix el fet que la polarització del material no respon instantàniament a un camp aplicat perquè la resposta ha de ser sempre causal (ve després del camp aplicat), la funció dielèctrica ε (ω) ha de tenir pols només per ω amb parts imaginàries positives, i ε(ω) per tant satisfà la relació de Karmers-Kronig. Sigui com sigui, en el rang de freqüències reduït que s'estudia més sovint, les constants dielèctriques es poden aproximar com a independents de la freqüència.
Per una certa freqüència, la part imaginària de ε condueix a la pèrdua d'absorció, si és negativa, (en l'esmentada convenció per la freqüència), o al seu augment, si és positiva. (Més generalment, es miren les parts imaginaris dels valors propis del tensor dielèctric anisòtrop.)